# Igor Suchacki
Igor Jakowlewicz Suchacki (ros. Игорь Яковлевич Сухацкий; ur. 7 grudnia?/20 grudnia 1904 w Aleksandrii, obwód kirowohradzki, zm. 1995) – Ukrainiec (niektóre źródła podają: Rosjanin), radziecki pułkownik, funkcjonariusz służb wywiadowczych.

## Życiorys
Pochodził z chłopstwa. Członek WKP(b) od 1927. W latach 1912–1918 ukończył cerkiewno-parafialną szkołę i dwie klasy wyższej szkoły podstawowej ((ros.) высшего-начального училища). Do 1920 pracował jako robotnik niewykwalifikowany.
W Armii Czerwonej od 1920. Uczestniczył w wojnie domowej. Był żołnierzem 1 Dywizji Kawaleryjskiej 1 Armii Konnej, Pułku Krasnogusarskiego 23 Dywizji, 3 Besarabskiej Dywizji Kawalerii 2 Korpusu (od kwietnia 1920 do października 1923). Był dowódcą oddziału, zastępcą dowódcy i dowódcą plutonu, starszyną szwadronu 3 Besarabskiej Dywizji Kawalerii (październik 1923 – sierpień 1925). W latach 1925–1927 ukończył Ukraińską Szkołę Kawaleryjską im. S. Budionnego.
Następnie był dowódcą plutonu i szwadronu 29., 28. i 23. Pułku Kawalerii (sierpień 1927 – luty 1935), szefem sztabu samodzielnego dywizjonu zwiadu 51 Dywizji Strzeleckiej (od lutego 1935 do lutego 1936). W 1936 ukończył wydział zwiadu kawaleryjskiego kursów doskonalących kadry dowódczej przy Zarządzie Zwiadu RChACz.
Od grudnia 1936 do lutego 1937 był zastępcą szefa 2 Oddziału Sztabu 2 Korpusu Kawaleryjskiego. Następnie był zastępcą szefa przygranicznego punktu zwiadowczego nr 9, szefem oddziału szkoleniowego Kursów Tłumaczy Wojskowych Wydziału Zwiadu sztabu Kijowskiego Okręgu Wojskowego (od lutego 1937 do października 1940), następnie (do czerwca 1941) zastępcą szefa sztabu Wydziału Zwiadu.
Brał udział w II wojnie światowej. Pełnił służbę w Wydziale Zwiadu sztabu Południowo-Zachodniego Kierunku (1941-1942), był szefem Wydziału Zwiadu sztabu 3 Uderzeniowej (1942–1944) i 11 Gwardyjskiej (1944–1945) Armii.
Wyróżnił się umiejętnymi działaniami zwiadowczymi w czasie szturmu Koenigsbergu w 1945.
W okresie od marca 1951 do kwietnia 1953 był szefem Oddziału II Sztabu Generalnego Wojska Polskiego, następnie Zarządu II Sztabu Generalnego Wojska Polskiego.

## Nagrody i odznaczenia
- Order Czerwonej Gwiazdy – trzykrotnie (1943, 1943, 1944);
- Order Suworowa II stopnia (1945);
- Order Wojny Ojczyźnianej I stopnia (nr dyplomu 82 z 6 kwietnia 1985)